# Филис, Никос
Николаос «Никос» Филис (греч. Νικόλαος (Νίκος) Φίλης; род. 1960, Афины) — греческий политический деятель и журналист, депутат парламента (2015–2023) и министр по делам религий и образования Греции (2015—2016).

## Биография
Родился в 1960 году в Афинах в семье юриста и политика Аристотеля Филиса. Изучал право в Афинском университете, где уже в студенческие годы принимал активное участие в политической и общественной жизни страны. Он являлся членом местного Центрального комитета национального студенческого союза, а позднее стал секретарём молодёжного отделения Коммунистической партии Греции (Внутренней) — «Греческой коммунистической молодёжи — Ригас Фереос». В то же время брал уроки игры на скрипке. Занялся журналистикой, сотрудничая с различными радиостанциями, газетами и журналами. С 2008 по 2015 год он занимал должность директора газеты «Авги». Был членом совета директоров Ассоциации редакторов ежедневных газет Афин. Женат, есть дочь. 

## Политическая карьера
После раскола своей первой коммунистической партии он участвовал в работе партии «Обновлённая коммунистическая экологическая левая», коалиций Синаспизмос и СИРИЗА. В январе 2015 года Филис стал депутатом греческого парламента от политической партии «СИРИЗА — Прогрессивный альянс» по избирательному округу Афины 1, набрав 16 344 голоса. В марте того же года он стал одним из пяти депутатов от своей партии, отказавшихся от государственного автомобиля. Позднее в интервью телеканалу Mega TV Филис заявил, что: «Греция должна быть готова к любым исходам событий, и её дефолт станет проблемой всей Европы, несущей системный риск». Он был переизбран на выборах в сентябре 2015 года и 2019 года.
В сентябре 2015 года Филис был назначен министром по делам религий и образования, вступив в конфликт в архиепископом Иеронимом II по вопросу преподавания религии в школах, и занимал эту должность до 5 ноября 2016 года. Основными пунктами его образовательной реформы стали организация начальной школы полного дня, введение обязательного двухлетнего дошкольного образования, продлевающего срок обязательного образования до 14 лет, сокращение учебных часов, часов преподавания древнегреческого языка и количества предметов, сдаваемых в конце учебного года (всего было внесено 192 изменений).
Филис отрицал геноцид понтийских греков, что провоцировало частые выступления за его отставку и лишение парламентской неприкосновенности для привлечения к ответственности.
На парламентских выборах в мае и июне 2023 года он был кандидатом в депутаты от округа Афины, однако не был избран. В декабре 2023 года при расколе СИРИЗА он присоединился к «Новым левым» и баллотировался от них на выборах в Европарламент 2024 года. 